# Liste der Bodendenkmäler in Wetter (Ruhr)
Die Liste der Bodendenkmäler in Wetter (Ruhr) umfasst:

## Bodendenkmäler
| Lfd. Nr. | Straße Nr.         | Objekt                            | Datum der Eintragung | Koordinaten | Bild |
| -------- | ------------------ | --------------------------------- | -------------------- | ----------- | ---- |
| 1        | Am Vorberg 25      | Freiflächen Burg Volmarstein      | 30.01.1991           |             |      |
| 2        | Im Kirchspiel 4–16 | Freiflächen Burg Wetter           | 18.06.2002           |             |      |
| 3        | Burgstraße 15      | Freiflächen der ehem. Burgkapelle | 18.06.2002           |             |      |

## Bewegliche Denkmäler
| Lfd. Nr. | Straße Nr.        | Objekt           | Datum der Eintragung | Koordinaten | Bild |
| -------- | ----------------- | ---------------- | -------------------- | ----------- | ---- |
| 1        | Hauptstraße 36    | Grabsteinplatten | 13.06.1986           |             |      |
| 2        | Schlebuscher Berg | Lochstein        | 21.07.1988           |             |      |